# Retrato oficial do Presidente Mário Soares
O retrato oficial do Presidente Mário Soares é um quadro a óleo do pintor Júlio Pomar, patente na Galeria de Retratos Oficiais do Museu da Presidência da República. O retrato encontra-se datado de 1992.
A composição deixa reconhecer a figura de Mário Soares, apesar de não estar representada de forma naturalista: o rosto, mais fielmente representado, mostra as características "bochechas" e um olhar bem-disposto directamente sobre o observador; manchas expressivas e dinâmicas insinuam um fato amarrotado, de casaco aberto e gravata desalinhada, com os braços gesticulando numa posição de enérgico debate político. Soares encontra-se representado sentado na Cadeira dos Leões, o único elemento que evoca o poder associado à Presidência da República. O fundo é em tons azulados, com excepção de uma mancha cor-de-rosa que se parece espalhar desde a mão direita que se agita no ar.
Soares e Júlio Pomar eram amigos de longa data, desde que foram julgados e partilharam uma cela no Forte de Caxias durante quatro meses em 1947, por serem dirigentes do Movimento de Unidade Democrática Juvenil.
O retrato constituiu uma revolução na galeria de retratos oficiais; desde Columbano Bordalo Pinheiro (que retratou Manuel de Arriaga, Teófilo Braga, e Manuel Teixeira Gomes) que um grande artista com percurso assinalado pela crítica especializada não entrava neste espaço. O facto de ser uma composição muito pouco convencional, que rompe com a lógica das representações mais formais e austeras dos anteriores presidentes, muito agradou a Mário Soares: "Foi da melhor maneira que podia ter acontecido […] O que é importante é este retrato. Não há dúvida de que é um retrato sensacional, porque me dá como eu sou." Segundo Soares, Almeida Santos, à altura Presidente da Assembleia da República Portuguesa, ter-lhe-á dito "Ó Mário, você guarde esse retrato em casa, e faça uma outra coisa que se perceba melhor."